# Simulium qianense
Simulium qianense är en tvåvingeart som beskrevs av Chen 2001. Simulium qianense ingår i släktet Simulium och familjen knott.
Artens utbredningsområde är Guizhou (Kina). Inga underarter finns listade i Catalogue of Life.